# Amin Maalouf
Amin Maalouf (n. 25 februarie 1949, Beirut, Liban) este un romancier libanez de limbă franceză supranumit "Domnul Orient" în țara sa de adopție, Franța.  Este un romancier prolific și larg apreciat, fiind tradus în peste douăzeci de limbi.
Amin Maalouf debutează în 1983 cu eseul Cruciadele văzute de arabi, urmat de Leon Africanul (1986) și de Samarcand, în 1988, pentru care i se va decerna Prix des Maisons de la Presse. 
Ulterior, scriitura sa cunoaște alte dimensiuni, urmând o serie de romane foarte bine primite de public și critică, Grădinile luminii (în 1991), Primul secol de după Beatrice (1992), Stânca lui Tanios (1993, distins cu prestigiosul Premiu Goncourt), Scările Levantului (1996), Identitățile ucigașe (1998), Periplul lui Baldassare (2000, încununat cu Premiul Jacques Audiberti-Ville d’Antibes). 
În România, la Editura Polirom au apărut, într-o serie de autor, romanele Periplul lui Baldassare și Stânca lui Tanios (ambele în 2004).

## Cărți traduse în limba română
- Cruciadele văzute de arabi, trad. Marian Tiu, Ed. Tritonic, 2007
- Leon Africanul, trad. Ileana Cantuniari, Ed. Polirom, 2006 Arhivat în 5 decembrie 2008, la Wayback Machine.
- Samarkand, trad. Florin Sicoe, Ed. Polirom, 2006 Arhivat în 13 februarie 2009, la Wayback Machine.
- Scările Levantului, trad. Daniel Nicolescu, Ed. Polirom, 2006 Arhivat în 4 noiembrie 2008, la Wayback Machine.
- Grădinile luminii, trad. Ileana Cantuniari, Ed. Polirom, 2005 Arhivat în 5 noiembrie 2008, la Wayback Machine.
- Periplul lui Baldassare, trad. Ileana Cantuniari, Ed. Polirom, 2004 Arhivat în 4 noiembrie 2008, la Wayback Machine.
- Stînca lui Tanios, trad. Ileana Cantuniari, Ed. Polirom, 2004
- Primul secol de după Beatrice, trad. Guliano Sfichi, Ed. Polirom, 2004 Arhivat în 4 noiembrie 2008, la Wayback Machine.